# Penance (film)
Penance è un film horror statunitense del 2009 diretto da Jake Kennedy. È interpretato da Jason Connery, Marieh Delfino, Graham McTavish e Michael Rooker.

## Premessa
Una giovane donna innocente è costretta a diventare una spogliarellista a causa di problemi finanziari e finisce per cadere nelle mani di un depravato fanatico religioso.